# Équipe de Tunisie de football en 1957
L'équipe de Tunisie de football dispute en 1957 son premier match international contre l'équipe de Libye et joue ses premiers matchs officiels dans le cadre des Jeux panarabes de 1957 où elle remporte la médaille d'argent. C'est le trio Hechmi Cherif, Larbi Soudani et Habib Draoua (alias Cheikh Draoua) qui forme avec Rachid Turki la commission technique de la Fédération tunisienne de football qui est chargée de diriger l'équipe.

## Matchs
L'équipe joue six rencontres internationales contre des équipes nationales et quatre matchs de préparation contre des sélections ou des clubs.

### Rencontres internationales
| Date             | Stade           | Adversaire | Score | Comp | Buteurs tunisiens                                     |
| 1er juin 1957    | Tunis, Tunisie  | ALN        | 1-2   | A    |                                                       |
| 2 juin 1957      | Tunis, Tunisie  | Libye      | 4-2   | A    | Diwa 22e, Haj Ali 23e, Ben Ezzedine 33e, Ghariani 35e |
| 25 juin 1957     | Tunis, Tunisie  | ALN        | 1-2   | A    |                                                       |
| 1er juillet 1957 | Tunis, Tunisie  | ALN        | 0-1   | A    |                                                       |
| 19 octobre 1957  | Beyrouth, Liban | Libye      | 4-3   | JPA  | Farzit 16e 32e, Touati 66e, Henia 67e                 |
| 21 octobre 1957  | Beyrouth, Liban | Irak       | 4-2   | JPA  | Diwa 30e 67e, Farzit 75e, Henia 78e                   |
| 23 octobre 1957  | Beyrouth, Liban | Maroc      | 1-3   | JPA  | Touati 32e                                            |
| 25 octobre 1957  | Beyrouth, Liban | Liban      | 4-2   | JPA  | Henia 10e 14e, Touati 39e 61e                         |
| 27 octobre 1957  | Beyrouth, Liban | Syrie      | 1-3   | JPA  | Feddou 30e                                            |

### Matchs de préparation
| Date            | Stade          | Adversaire                    | Score | Comp | Buteurs tunisiens                                            |
| 21 avril 1957   | Tunis, Tunisie | AIK Solna ( Suède)            | 1-4   | A    | Zlassi                                                       |
| 5 mai 1957      | Tunis, Tunisie | Sélection Sud-Ouest ( France) | 2-2   | A    | Diwa 5e, Zlassi 54e                                          |
| 7 juillet 1957  | Tunis, Tunisie | Sélection militaire ( Égypte) | 2-1   | A    | Ben Ezzedine 25e, Diwa 27e                                   |
| 5 novembre 1957 | Tunis, Tunisie | Royal Navy ( Royaume-Uni)     | 7-1   | A    | Krimou (2 buts), Karmous, Ghariani (2 buts), Messaoud, Henia |